# Blue Lake (sjö i Australien, South Australia)
Blue Lake är en sjö i Australien. Den ligger i delstaten South Australia, omkring 380 kilometer sydost om delstatshuvudstaden Adelaide. Blue Lake ligger 24 meter över havet. Arean är 0,51 kvadratkilometer. Den sträcker sig 0,7 kilometer i nord-sydlig riktning, och 1,1 kilometer i öst-västlig riktning.
Trakten runt Blue Lake består till största delen av jordbruksmark. Runt Blue Lake är det mycket glesbefolkat, med 5 invånare per kvadratkilometer. Genomsnittlig årsnederbörd är 896 millimeter. Den regnigaste månaden är juni, med i genomsnitt 151 mm nederbörd, och den torraste är februari, med 15 mm nederbörd.